# Angie (album)
Pour les articles homonymes, voir Angie.
Albums de Angela Bofill
Angel of the Night
(1979)
Singles
Angie est le premier album de la chanteuse de soul/rhythm and blues Angela Bofill. Il est sorti en 1978 sur le label GRP Records. L’album connut un grand succès, popularisé par des titres traitant des thèmes de l’époque.
Le titre This Time I'll Be Sweeter atteignit rapidement le haut des classements R&B aux États-Unis, devenant son premier single à connaître un tel succès. Disposant d’une voix sophistiquée et maitrisée, Angela Bofill atteignit de nombreux milieux musicaux, touchant les amateurs de jazz et de musique latine en plus de la soul et du rhythm and blues.
L’album fut remasterisé et réédité en 2001 sur le label Buddah Records.

## Liste des titres

### Face A
| No | Titre                           | Durée |
| -- | ------------------------------- | ----- |
| 1. | Under The Moon And Over The Sky | 5:45  |
| 2. | This Time I'll Be Sweeter       | 4:21  |
| 3. | Baby, I Need Your Love          | 4:14  |
| 4. | Rough Times                     | 4:41  |

### Face B
| No | Titre                           | Durée |
| -- | ------------------------------- | ----- |
| 1. | The Only Thing I Would Wish For | 4:26  |
| 2. | Summer Days                     | 5:09  |
| 3. | Share Your Love                 | 5:14  |
| 4. | Children Of The World United    | 5:51  |

## Participants
- Angela Bofill: Chant
- Barry Finclair : Cordes
- Bill Stafford : Coordinateur du projet
- Buddy Williams : Batterie
- Dave Grusin : Percussions, Piano, Arrangement, Chef d’orchestre, Claviers, Producteur

## Historique des classements
| Nom                         | Classement (1978)     | Meilleure position |
| --------------------------- | --------------------- | ------------------ |
| Angie                       | Billboard R&B Albums  | 20                 |
| Angie                       | Billboard Pop Albums  | 47                 |
| Angie                       | Billboard Jazz Albums | 5                  |
| "This Time I'll Be Sweeter" | Billboard R&B Singles | 23                 |